# Juan Grande
Juan Grande Román, OH (6. března 1546, Carmona – 3. června 1600, Jerez de la Frontera) byl španělský římskokatolický řeholník Hospitálského řádu svatého Jana z Boha. Katolická církev jej uctívá jako světce.

## Život

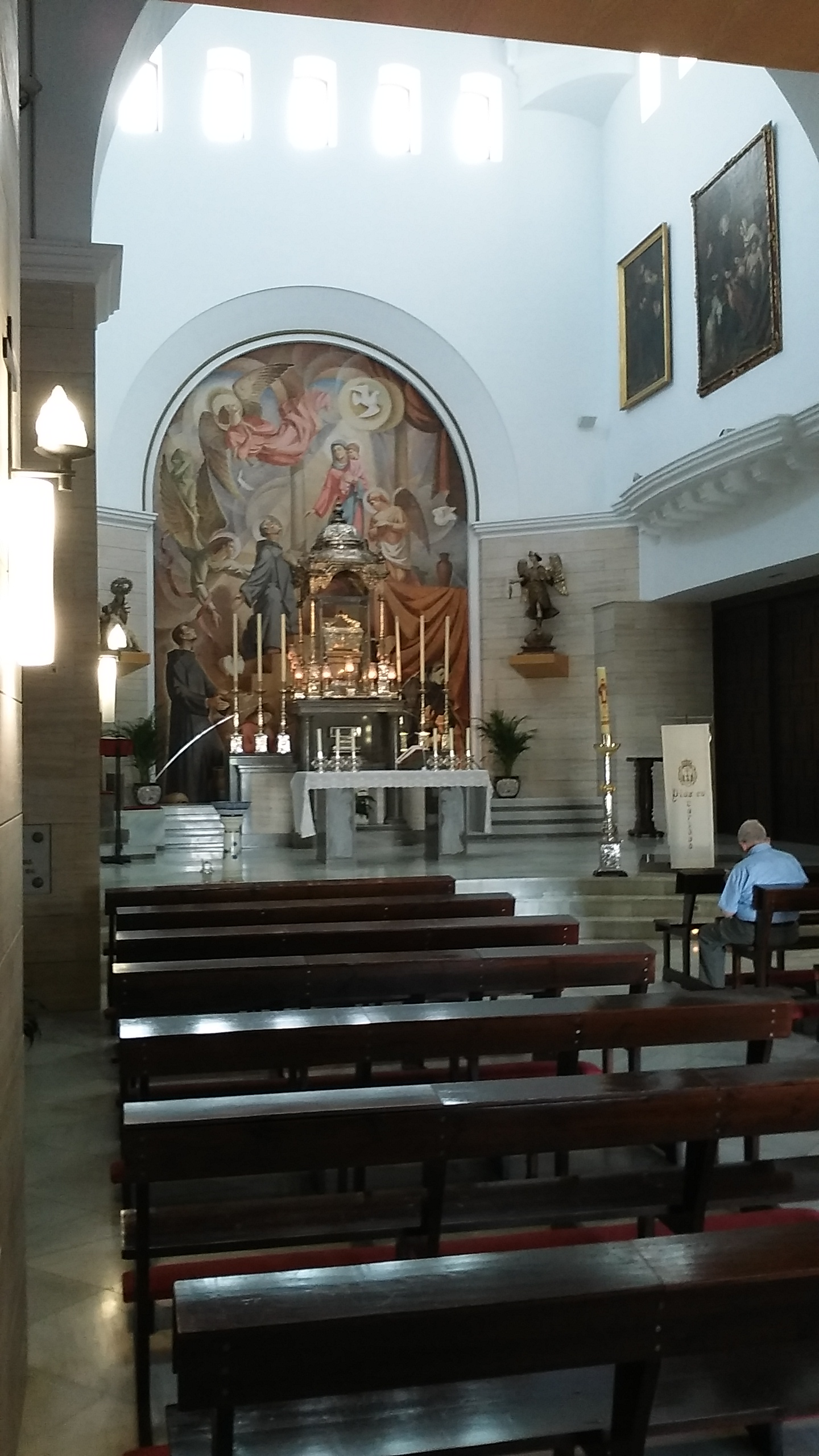
Jeho ostatky na oltáři svatyně San Juan Grande v Jerez de la Frontera

Narodil se dne 6. března 1546 v obci Carmona jako syn Cristobala Grande a Isabel Roman. Po narození jej pokřtil Andrés Muñoz. Jeho otec zemřel, když mu bylo jedenáct let.
Mezi sedmi až dvanácti lety věku sloužil v kostelním sboru v rámci svých studií, která poté dokončil v Seville, kde se vyučil tkalcovskému a soukenickému řemeslu. Domů se vrátil v sedmnácti letech. V té době prožíval hlubokou duchovní krizi.
Opustil svůj domov a odešel do ermitáže sv. Olally v Marcheně, kde trávil čas ve snaze rozpoznat své povolání. Rozhodl se zasvětit svůj život Bohu a vyměnil své oblečení za pytlovinu. Vzdal se manželství a přijal přezdívku „Juan Pecador“ („Jan Hříšník“). V té době se staral o starý pár. Prosil za ně o almužnu a během toho si uvědomil, že jeho povoláním je věnovat se potřebám chudých a potřebných.
V devatenácti letech se přestěhoval do Cádizu, kde se staral o chudé a nemocné, ale také působil mezi vězni. Chodil po městě a prosil o almužnu, aby pomohl potřebným. Navštěvoval kostel františkánského řádu, aby přijal duchovní rady od jednoho z bratří.
Na začátku roku 1574 vypukla v Jerezu de la Frontera epidemie, načež se snažil pomoci všem nakaženým. Založil vlastní nemocnici a zasvětil ji Panně Marii pod titulem „Naší Paní svíček“. Brzy se dozvěděl o Hospitálském řádu, který založil sv. Jan z Boha v Granadě. Seznámil se s ním a v roce 1574 do řádu vstoupil. Sevillský arcibiskup a kardinál Rodrigo de Castro mu svěřil poslání řešit obtíže v souvislosti s nařízením snižovat počty nemocnic. Při tom však musel čelit řadě obtíží.
Během morové epidemie, při které pečoval o nemocné, se sám nakazil morem. Zemřel na něj dne 3. června 1600 v Jerez de la Frontera. Jeho ostatky jsou uchovávány v jemu zasvěcené svatyni v Jerez de la Frontera.

## Úcta
Jeho beatifikační proces započal dne 4. října 1667, čímž obdržel titul služebník Boží. Dne 3. května 1775 jej papež Pius VI. podepsáním dekretu o jeho hrdinských ctnostech prohlásil za ctihodného.
Blahořečen byl dne 13. listopadu 1858 v bazilice sv. Petra papežem bl. Piem IX. Dne 11. července 1995 byl uznán zázrak na jeho přímluvu, potřebný pro jeho svatořečení. Svatořečen pak byl dne 2. června 1996 na Svatopetrském náměstí papežem sv. Janem Pavlem II.
Jeho památka je připomínána 3. června. Bývá zobrazován v řeholním oděvu. Je patronem diecéze Jerez de la Frontera.